# Егоров, Александр Иванович (писатель)
Александр Иванович Егоров (10 апреля 1926, Кутиха, СССР — 26 апреля 2017, Усть-Каменогорск, Казахстан) — русский советский и казахстанский писатель, поэт и журналист, драматург, художник-оформитель, режиссёр.

## Биография
А. И. Егоров родился в горно-таёжной деревушке Кутиха, расположенной на реке Тургусун в Восточном Казахстане. Отсюда в 1943 году он ушёл на фронт. Воевал в штурмовых отрядах Белорусского фронта. При прорыве опорных укреплений противника у Витебска был ранен. Из госпиталя вышел в конце войны. Позднее фронтовые впечатления лягут в основу нескольких его произведений. В августе 1945 года после Победы над фашистской Германией Егорова с его частью перебросили на восток, он участвовал в боях за освобождение Маньчжурии от японских войск. За боевые заслуги награждён орденами и медалями. Демобилизовался только в 1949 году. На работу Егоров устроился в Барнауле главным художником-оформителем города. Здесь же он закончил режиссёрские курсы при краевом драмтеатре и два года возглавлял народный театр. Ставил спектакли и сам играл героев из пьес классиков. Участвуя в литературных диспутах при краевой библиотеке, он обратил на себя внимание местного поэта, который предложил ему работу в редакции городской газеты «Алтайский рабочий» в городе Чесноковка. Через 2 месяца Александр Иванович написал рассказ «Лесной человек», послал его на конкурс, получил первую премию, и вот тогда и пришло твёрдое решение стать журналистом. В 1956 году он вернулся в Зыряновск. Егорова приняли в редакцию газеты «Зыряновский рабочий» заведующим промышленным отделом. Затем стал редактором районной газеты «Совхозный рабочий». Газету эту закрыли в 1957 году, а Александра Ивановича пригласили работать в областную газету «Рудный Алтай».
Работая там, Егоров поступил на учёбу в Высшую партийную школу на факультет журналистики. Получив диплом, возглавлял редакцию литературно-драматических передач на Усть-Каменогорской киностудии. В 1974 году его пригласили в редакцию газеты «Казахстанская правда» в качестве заведующего отделом охраны природы. Затем Егоров работал в редакции известного в своё время сатирического журнала «Ара-Шмель».
Автор романов «Таежный затворник», «Шла война народная», «На стрежне века», дилогии «Испытание», повести, рассказов, стихов, несколько сценариев спектаклей.
Председатель областного литературного объединения при Восточно-Казахстанском музее искусств, редактор литературно-художественного журнала «Восток», в котором печатаются произведения поэтов и писателей Восточного Казахстана.
По инициативе А.Егорова на его родине проводится ежегодный фестиваль бардовской песни «Золотой Тургусун»